# Ян Охоцький
Ян Дуклян Модест Охоцький (пол. Jan Duklan Modest Ochocki, бл.1766—1768, Вільськ — 9 вересня 1848, Житомир) — польський дворянин, історик. 
Його щоденники, видані в трьох томах 1857 p., містять опис звичаїв і життя польської шляхти на межі XVIII і XIX ст.

## Біографія
Народився близько 1766—1768 роках у Вільську в сім'ї мозирського чесника Станіслава Охоцького (пол. Stanisław Ochocki (герб Остоя), пом. 22 серпня 1793) та першої дружини батька Евфрозини Сущевич (пол. Eufrozyna Suszczewicz, пом. 16 лютого 1784). Спочатку навчався вдома, потім завдяки підтримці Шанявських якийсь час від 1774 року — у школі піярів у Варшаві, потім до липня 1784 — у Василіян у Житомирі.
Майбутній літописець Волині вчився у піярів у Варшаві, до липня 1784 р. – у василіан в Житомир, після чого служив в житомирській палестрі, з 1786-го – при дворі Юзефа Стемпковського в Лабуні на 
Волині, де в 1787 р. брав участь у гучній зустрічі короля Станіслава 
Августа під час його подорожі до Канева. Крім Ю. Стемпковського 
Я.Д. Охоцький виконував доручення чуднівського старости Юзефа Августа Ілінського, митрополита Язона Смогожевського, інших 
впливових сюзеренів Правобережжя. Виконуючи службові обов’язки, перебував у Бердичеві, Дубно, Любарі, Києві, Овручі, Варшаві, Кракові, Любліні та Петербурзі, що сприяло глибшому пізнанню світу, 
розширювало світогляд, допомагало в системному аналізі впливу на події, що відбувалися в краї. Це, в свою чергу, зумовило закріплення за Я.Д. Охоцьким стійкого іміджу впливового представника інтелектуального бомонду. На Житомирському сеймі в лютому 1792 року 
його було обрано цивільно-військовим комісаром повіту.
Навесні 1794 р. Яна Дуклана разом з братом Яном Непомуценом Охоцьким було заарештовано за підозрою в таємному сприянні костюшковим повстанцям і етаповано до Смоленська. В той час це був 
перший випадок політичного заслання, тому не дивно, що воно набуло найширшого резонансу не тільки на Волині, але й на всьому 
Правобережжі. Після повернення зі Смоленську 25 листопада 1794 р. мемуарист останні роки свого життя мешкав у Житомирі. Але 
непересічні здібності волинянина дозволили і після цих трагічних подій не загубитися в суспільно-політичному житті новоствореної губернії. В
1796 р. він отримав посаду судді, а в 1805 – житомирського хорунжого. В 1814 р. майбутній літописець перебував у свиті, що організовувала приїзд імператора Олександра І до Житомира. Проживши решту життя самотнім анахоретом, письменник володів міцною пам’яттю, спостережливим зором мемуариста, чудовим аналітичним мисленням. З життєдіяльністю 
Я.Д. Охоцького пов’язані його маєтки Зубковичі та Жубровичі
Овруцького та Галіївка, Волиця, Сидачівка Житомирському повітів, де письменник часто перебував.
Мемуари Я.Д. Охоцького є безцінним зібранням історичних 
відомостей про публічне життя та історію, літературу й культуру Волині кінця XVIII століття й до 1817 р. Однак, мемуари містять також і побіжні рецепції, зокрема, з першої третині століття ХІХ. 
Якщо брати до уваги відтворення художнього часу в тексті, то вони репрезентують найбільш
ранній період світського життя в художній літературі краю. 
Неперевершена майстерність автора полягає в глибокому й
неупередженому аналізі інтелектуального й суспільного життя.
Писав про побут і звичаї польського дворянства переважно Правобережної України (Житомир, Лабунь, Тульчин, Київ, Романів) та Західної Білорусі (Гродно). Зокрема докладні відомості про життя родини Ілінських на Волині подає у своїх «Pamietnikach». Як описує Ян Дуклян Охоцький: «На Романівський палац йшли мільйони, завозили меблі, картини, коштовний мрамур, запроваджували англійське стадо, оркестр з віртуозів, театр з найкращими акторами»… Короткі відомості про політичні події в Польщі. Придушення повстання селян в 1768 р. («Коліївщина»). Повстання під проводом Т. Костюшка в 1794 р. та його придушення.
Відомі переписані та перевидані рукописи Я. Дукляна Охоцького в шести томах, польським письменником І. Крашевським (1857), та російський переклад 1874 року.
В багатьох джерелах згадується палацова бібліотека та архів, розміщені на острові. Ян Дуклан Охоцький та Казимір Трухановський розповідають, що після смерті Юзефа Августа Ілінського справами бібліотеки та архіву відали внучка сенатора Ядвіга та правнучка Юлія, вони ж відмічають чудовий стан документів, які там зберігалися. Однак подальша доля і архіву, і бібліотеки невідомі, а безцінні джерела інформації, які там зберігалися, швидше за все розграбовані і на сьогодні втрачені.

## Див.також
- Огієвські-Охоцькі
- Юзафат Охоцький
- Северин Букар
- Ігнацій Крашевський
- Генріх Немирич
- Йосип Август Ілінський